# Hyalyris praxilla
Hyalyris praxilla är en fjärilsart som beskrevs av William Chapman Hewitson 1870. Hyalyris praxilla ingår i släktet Hyalyris och familjen praktfjärilar. Inga underarter finns listade i Catalogue of Life.

## Bildgalleri

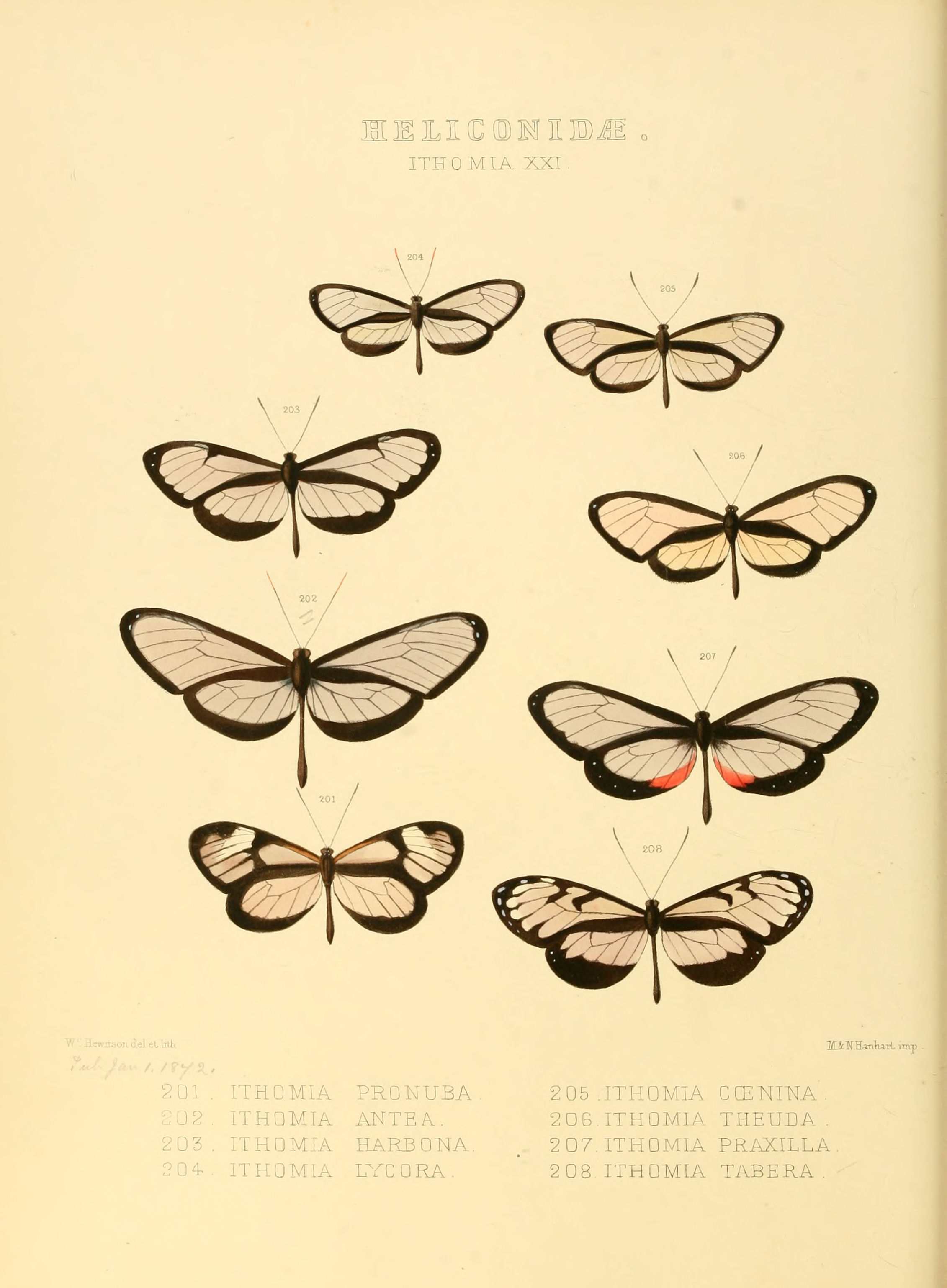